# NK Primorje
NK Primorje Ajdovščina (meestal kortweg NK Primorje) was een voormalige Sloveense voetbalclub uit Ajdovščina.
De club speelde voor het eerst in de Sloveense hoogste klasse in het seizoen 1993/94. De beste plaats werd in 1996/97 gehaald toen Primorje vicekampioen werd achter Maribor Branik. De volgende seizoenen eindigde de club lager in de rangschikking maar in 2001 was de club helemaal terug met een derde plaats. Het volgende seizoen deed de club het nog beter met een nieuwe tweede plaats. Ook de volgende seizoenen eindigde de club vrij goed. In het seizoen 2005/06 ontsnapte de club echter ternauwernood aan de degradatie. Na twee middenmootplaatsen degradeerde de club in 2009. De club promoveerde een seizoen later alweer terug naar eerste klasse maar degradeerde direct weer. In 2011 werd de club opgedoekt wegens financiële problemen.

## Erelijst
- Beker van Slovenië

Finalist: 1996, 1997, 1998

## Primorje in Europa
Uitslagen vanuit gezichtspunt NK Primorje Ajdovščina 
| Seizoen | Competitie    | Ronde | Land               | Club                     | Totaalscore | 1e W    | 2e W       | PUC |
| ------- | ------------- | ----- | ------------------ | ------------------------ | ----------- | ------- | ---------- | --- |
| 1997/98 | Europacup II  | Q     | Vlag van Luxemburg | Union Luxemburg          | 3-0         | 2-0 (T) | 1-0 (U)    | 7.0 |
|         |               | 1R    | Vlag van Zweden    | AIK Fotboll              | 2-1         | 1-0 (U) | 1-1 nv (T) | 7.0 |
|         |               | 1/8   | Vlag van Nederland | Roda JC                  | 0-6         | 0-2 (T) | 0-4 (U)    | 7.0 |
| 2000    | Intertoto Cup | 1R    | Vlag van België    | KVC Westerlo             | 11-0        | 5-0 (T) | 6-0 (U)    | 0.0 |
|         |               | 2R    | Vlag van Rusland   | FK Zenit Sint-Petersburg | 1-6         | 0-3 (U) | 1-3 (T)    | 0.0 |
| 2002/03 | UEFA Cup      | Q     | Vlag van Armenië   | Zvartnots Jerevan        | 6-3         | 6-1 (T) | 0-2 (U)    | 1.0 |
|         |               | 1R    | Vlag van Polen     | Wisła Kraków             | 1-8         | 0-2 (T) | 1-6 (U)    | 1.0 |
| 2004/05 | UEFA Cup      | 1Q    | Vlag van Malta     | Marsaxlokk FC            | 3-0         | 1-0 (U) | 2-0 (T)    | 3.0 |
|         |               | 2Q    | Vlag van Kroatië   | GNK Dinamo Zagreb        | 2-4         | 0-4 (U) | 2-0 (T)    | 3.0 |

Totaal aantal punten voor UEFA coëfficiënten: 11.0

## Bekende (oud-)spelers
- Alfred Jermaniš
- Andrej Komac
- Janez Pate
- Mladen Rudonja